# Вебкільце
Вебкільце (англ. webring) — об'єднання вебсайтів зі схожою тематикою. При цьому кожен учасник такого кільця розміщує у себе на сторінці посилання на наступного і попереднього члена кільця. Таким чином, переходячи по посиланнях можна відвідати сайти всіх членів кільця. Є способом упорядкування сайтів в мережі, поряд з каталогами та пошуковими системами. Було популярно на початку розвитку інтернету, але на даний момент зустрічається досить рідко, за винятком порносайтів, де вебкільця активно використовуються і досі.

## Опис роботи
При кільцевому обміні сайт А посилається на сайт Б, сайт Б — сайт В, сайт В — сайт Г, сайт М — на сайт А. Бувають і більш складні варіанти, коли на одному сайті розміщуються посилання відразу на кілька сайтів. Чим більше сайтів бере участь в кільцевому обміні, тим складніше виявити подібні кільця. Кільцевий обмін набагато складніше організувати, ніж прямий обмін посиланнями, так як дуже складно підібрати велика кількість сайтів, у яких був би приблизно однаковий рівень ранжування.
Крім того, часто складно і вмовити власників сайтів брати участь у такому обміні. Тому необхідно мати якийсь координаційний центр. В їх ролі часто виступають спеціалізовані сайти-сервіси, які пропонують обмін посиланнями вебсайтів до однієї тематики. Тобто створюються тематичні кільця сайтів, присвячені створенню сайтів, заробітку в інтернеті, медицині, нерухомості та ін. У такому випадку посилання схожі на природну частину контенту.
Мета кільця — полегшити пошук сайтів-учасників мережі, зробити їх доступнішими, збільшити трафік. При чому це не просто приріст трафіку, а приріст саме цільової аудиторії. вебкільце — це ще один спосіб навігації в мережі. Відвідувачі можуть ходити по таких кільцям годинами. Відвідувачеві пропонується каталог сайтів за однією тематикою. Дуже часто в ролі координаторів виступають компанії і фахівці-приватники, які надають послуги з просування сайтів. Вони створюють кільця з сайтів своїх клієнтів. Кільцевий обмін може бути вигідним, так як зазвичай не вимагає матеріальних витрат і великої кількості часу.
Дуже часто використовується для того, щоб не потрапити в непот-лист.